# Coroaci
Coroaci é um município brasileiro do estado de Minas Gerais. Localiza-se no Vale do Rio Doce.